# Bourg-de-Thizy
Bourg-de-Thizy là một xã thuộc tỉnh Rhône trong vùng Rhône-Alpes phía đông nước Pháp. Xã này nằm ở khu vực có độ cao trung bình 461 mét trên mực nước biển.